# Leonel Bontempo
Leonel Bontempo (Capital Federal, provincia de Buenos Aires, 1 de noviembre de 1992) es un futbolista argentino e italiano. Juega de defensa y su equipo actual es el Club Atlético San Martín (San Juan) de la Primera B Nacional.

## Trayectoria
Se desempeña como lateral por izquierda, con mucha proyección por las bandas. El entrenador Omar De Felippe lo subió al plantel profesional en 2012, sin embargo debutó en Primera División Argentina de la mano de Nelson Vivas. En el Club de Zona Sur ha disputado 55 partidos oficiales y en todas estas temporadas han logrado mantener a su equipo en Primera División Argentina.
El 20 de septiembre de 2016 ficha por el Racing de Santander, En el equipo cántabro fue partícipe de la plantilla que hizo récord de puntos en la división (86), junto a la Cultural Leonesa. En la Final de los Playoffs por el ascenso, Racing de Santander pierde la final contra el Barcelona "B". En el equipo Santanderino jugó 14 partidos .
Después de una inactividad por lesión, vuelve a la Argentina para jugar en Barracas Central (Equipo que preside Claudio "Chiqui" Tapia, Presidente de AFA). Llegó a mitad de temporada, jugó casi todos los partidos y lo hizo en varias posiciones además de la de lateral por izquierda (mediocampista por izquierda, volante centro). Fue importante para la levantada del equipo barraqueño en la segunda mitad del campeonato, el mismo se encontraba en la posición 16, y terminó sexto en la tabla de posiciones, siendo "El guapo" el que más cantidad de puntos sacó en la segunda rueda (35 sobre 51), por encima de Platense (Campeón del Torneo), lo que le otorgó un lugar en el "Reducido" para conseguir el ascenso de ese mismo año.
Con el reducido terminado (0-0 vs Defensores de Belgrano) arranca la temporada 2018/19 en el club y en la primera mitad de ese año, Barracas consigue volver a clasificar a la Copa Argentina después de 4 años. En esta misma copa dejan en el camino a un rival de la Superliga en 32.os (Unión de Santa Fe).
Durante el torneo el equipo deplego un fútbol poco común para la categoría, lo que llamó mucho la atención no solo para el fútbol en general, sino también dentro del mismo club al que consideraron a este equipo como el mejor de su larga historia, consiguiendo récords y números notables (30 partidos sin perder, 27 encuentros invicto de local, la valla menos vencida (15 goles en contra sobre 38 partidos), la mayor diferencia de gol de todo el torneo (+45). Y por sobre todas las cosas logró un campeonato y un ascenso histórico para el club, lo que llevó a Barracas Central a jugar por primera vez en la B Nacional.
En la renombrada Primera Nacional arrancó a jugar a partir de la 5.ª fecha, desde allí hasta la suspensión de la actividad por el ya conocido mundialmente Coronavirus, fue titular en todos los encuentros disputados en el conjunto Barraqueño, consiguiendo así la continuidad deseada por todo jugador.
En octubre de 2020 es presentado en el Deportivo Morón, para continuar disputando el certamen de Primera Nacional. Su debut con el conjunto del oeste fue el 30 de noviembre, en el encuentro disputado contra Estudiantes de Río Cuarto. El 4 de julio de 2021 llegaría su primer -y único- gol con el gallo, marcando el primer tanto en la victoria 2 a 1 contra Santamarina de Tandil. En las dos temporadas y media que permaneció en el Deportivo Morón jugó en tres oportunidades los play-offs para ascender a la Liga Profesional, participó de la Copa Argentina, fue uno de los capitanes del equipo en dicho tiempo y jugó un total de 64 partidos, 50 de ellos como titular.
En 2023 llega al verdinegro, después de dos torneos San Martín vuelve a clasificar al reducido por el ascenso a primera y logra clasificar por primera vez en su historia a cuartos de final de Copa Argentina. Aquí jugó 38 partidos (Incluye Copa Argentina) fue el jugador de campo que más minutos sumó a lo largo del año, uno de los capitanes del equipo y también uno de los goleadores (5 goles) del club cuyano.

## Estadísticas

### Clubes
- Actualizado hasta el 20 de noviembre de 2023.

| Quilmes Argentina | 1.ª                 | 2013-14             | 18  | 0 | 0  | 0 | 0 | 0 | 18  | 0 | 0  | 0,00 |
| Quilmes Argentina | 1.ª                 | 2014                | 14  | 0 | 0  | 1 | 0 | 0 | 15  | 0 | 0  | 0,00 |
| Quilmes Argentina | 1.ª                 | 2015                | 11  | 0 | 1  | 1 | 0 | 0 | 12  | 0 | 1  | 0,00 |
| Quilmes Argentina | 1.ª                 | 2016                | 10  | 0 | 0  | 0 | 0 | 0 | 10  | 0 | 0  | 0,00 |
| Quilmes Argentina | Total club          | Total club          | 53  | 0 | 1  | 2 | 0 | 0 | 55  | 0 | 1  | 0,00 |
| Racing de Santander · España | 3.ª                 | 2016-17             | 13  | 0 | 0  | 1 | 0 | 0 | 14  | 0 | 0  | 0,00 |
| Racing de Santander · España | Total club          | Total club          | 13  | 0 | 0  | 1 | 0 | 0 | 14  | 0 | 0  | 0,00 |
| Barracas Central Argentina | 3.ª                 | 2018                | 17  | 0 | 0  | 0 | 0 | 0 | 17  | 0 | 0  | 0,00 |
| Barracas Central Argentina | 3.ª                 | 2018-19             | 34  | 0 | 4  | 1 | 0 | 0 | 35  | 0 | 4  | 0,00 |
| Barracas Central Argentina | 2.ª                 | 2019-20             | 15  | 0 | 1  | 1 | 0 | 0 | 16  | 0 | 1  | 0,00 |
| Barracas Central Argentina | Total club          | Total club          | 66  | 0 | 5  | 2 | 0 | 0 | 68  | 0 | 5  | 0,00 |
| Deportivo Morón Argentina | 2.ª                 | 2020-22             | 63  | 1 | 4  | 1 | 0 | 0 | 64  | 1 | 1  | 0,00 |
| Deportivo Morón Argentina | Total club          | Total club          | 63  | 1 | 4  | 1 | 0 | 0 | 64  | 1 | 4  | 0,00 |
| San Martín (San Juan) Argentina | 2.ª                 | 2023                | 36  | 5 | 1  | 2 | 0 | 0 | 38  | 5 | 1  | 0,13 |
| San Martín (San Juan) Argentina | Total club          | Total club          | 36  | 5 | 1  | 2 | 0 | 0 | 38  | 5 | 1  | 0,13 |
| Total en su carrera | Total en su carrera | Total en su carrera | 231 | 6 | 11 | 8 | 0 | 0 | 239 | 6 | 11 | 0,02 |
| (1) Las copas nacionales se refiere a la Copa Argentina y a la Copa del Rey. (2) Media de goles por encuentro. No incluye goles en partidos amistosos. |                     |                     |     |   |    |   |   |   |     |   |    |      |